# Galicz
Galicz (ros. Галич) – miasto w środkowej części europejskiej Rosji, na terenie obwodu kostromskiego.
Galicz leży na terenie rejonu galickiego, którego ośrodek administracyjny stanowi.
Miejscowość leży nad brzegiem Jeziora Galickiego i liczy 18 542 mieszkańców (1 stycznia 2005 r.).
Galicz został założony w 1158 r., a prawa miejskie posiada od roku 1778.